# 越中中島站
越中中島站（日语：／ Etchū-Nakajima Eki */?）是位於富山縣富山市中島，富山地方鐵道富山港線的電車站。車站編號為C32。

## 歷史
- 1924年（大正13年）7月23日 - 富岩鐵道（日语：富岩鉄道）富山口站至岩瀨港站（現時：岩瀨濱站）之間開通，奧田中島停留場啟用，當為為旅客車站[2][3]。設有車站大樓和月台[4]。
- 1941年（昭和16年）12月1日 - 在公司合併後，成為富山電氣鐵道富岩線車站[5]。
- 1943年（昭和18年）
  - 1月1日 - 公司改名，成為富山地方鐵道富岩線車站[5]。
  - 6月1日 - 被國有化，成為鐵道省（國鐵）富山港線車站[6]。當時車站只限處理旅客和手提行李，不會進行配送[6]。
- 1958年（昭和33年）8月1日 - 營業範圍修正，不再處理手提行李[7]。
- 1972年（昭和47年）10月1日 - 成為無人車站[8][9]。
- 1980年（昭和55年） - 車站大樓進行改裝，舊車站大樓遷移至東福寺野自然公園[10]。
- 1987年（昭和62年）4月1日 - 伴隨國鐵分割民營化，車站由西日本旅客鐵道（JR西日本）營運[3]。
- 2006年（平成18年）
  - 3月1日 - 車站廢止[5]。
  - 4月29日 - 富山輕軌接管富山港線，此站重開[5]。
- 2020年（令和2年）2月22日 - 隨著富山輕軌被富山地方鐵道收費合併，成為富山地方鐵道的電車站[11][12]。

## 車站構造
本站是地面車站，設有2面1線的相對式月台（千鳥式月台）。兩月台間隔一座平交道。
月台為低地台，月台上設有上蓋。在富山輕軌富山港線各車站中，月台上蓋牆身被稱為「個性化牆」，牆身會展示該車站的周邊文化和歷史。此電車站月台牆身是由吉野光男設計，內容以中島閘門作為主題。此電車站月台牆身由明祥贊助。

### 月台
| 月台 | 路線      | 方向       |
| ---- | --------- | ---------- |
| 1    | ■富山港線 | 岩瀨濱方向 |
| 2    | ■富山港線 | 富山站方向 |

### JR富山港線時代
當時為地面車站，設有1面1線的單式月台。在1972年（昭和47年）10月1日起成為無人車站。
車站大樓在1924年（大正13年）建設，在1980年（昭和55年）翻新之際，舊車站大樓遷移至東福寺野自然公園。舊車站大樓中的站名牌展示「東福寺野自然公園站」，大樓內發售了入場票。

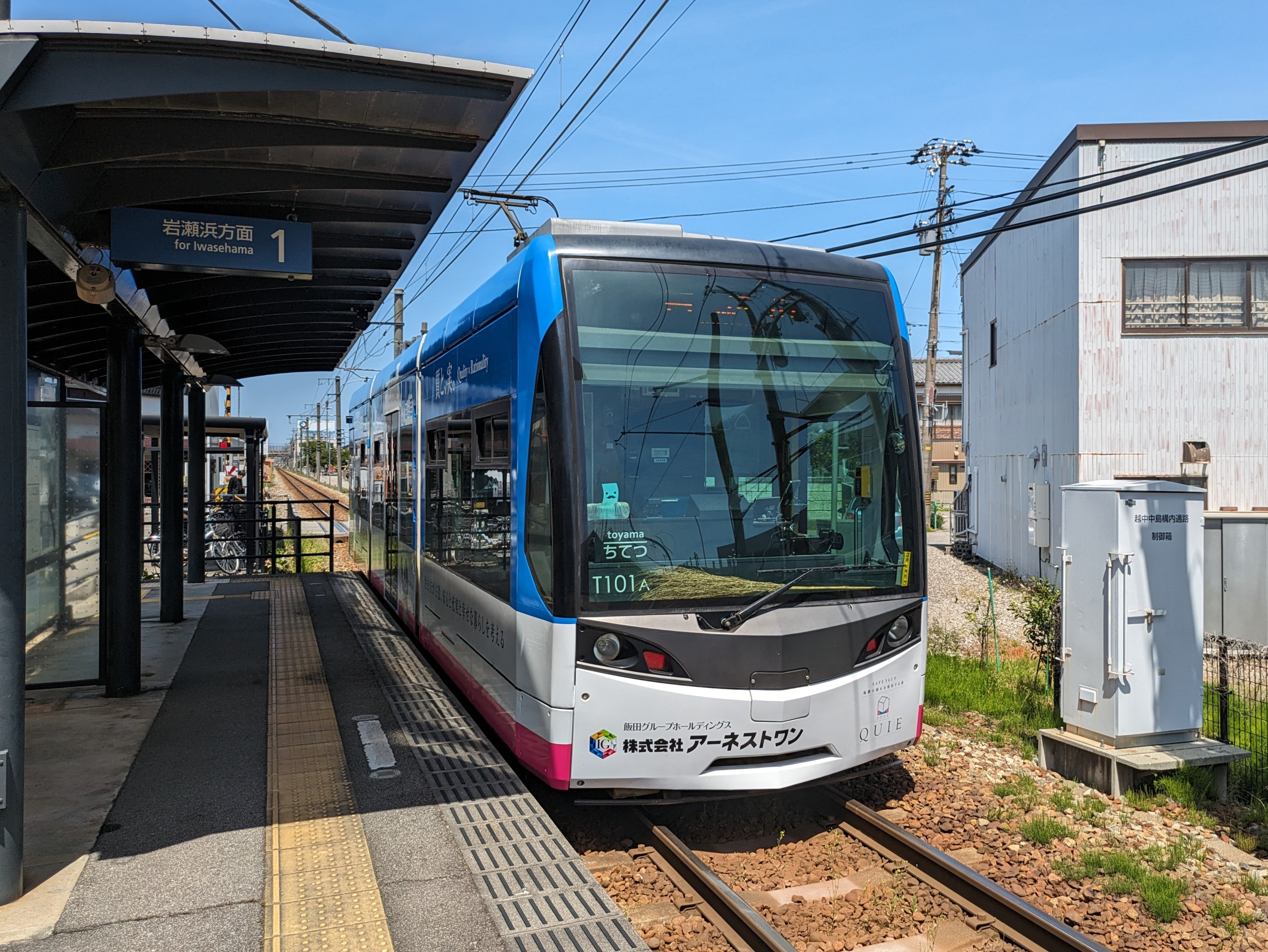
月台（2024年4月）
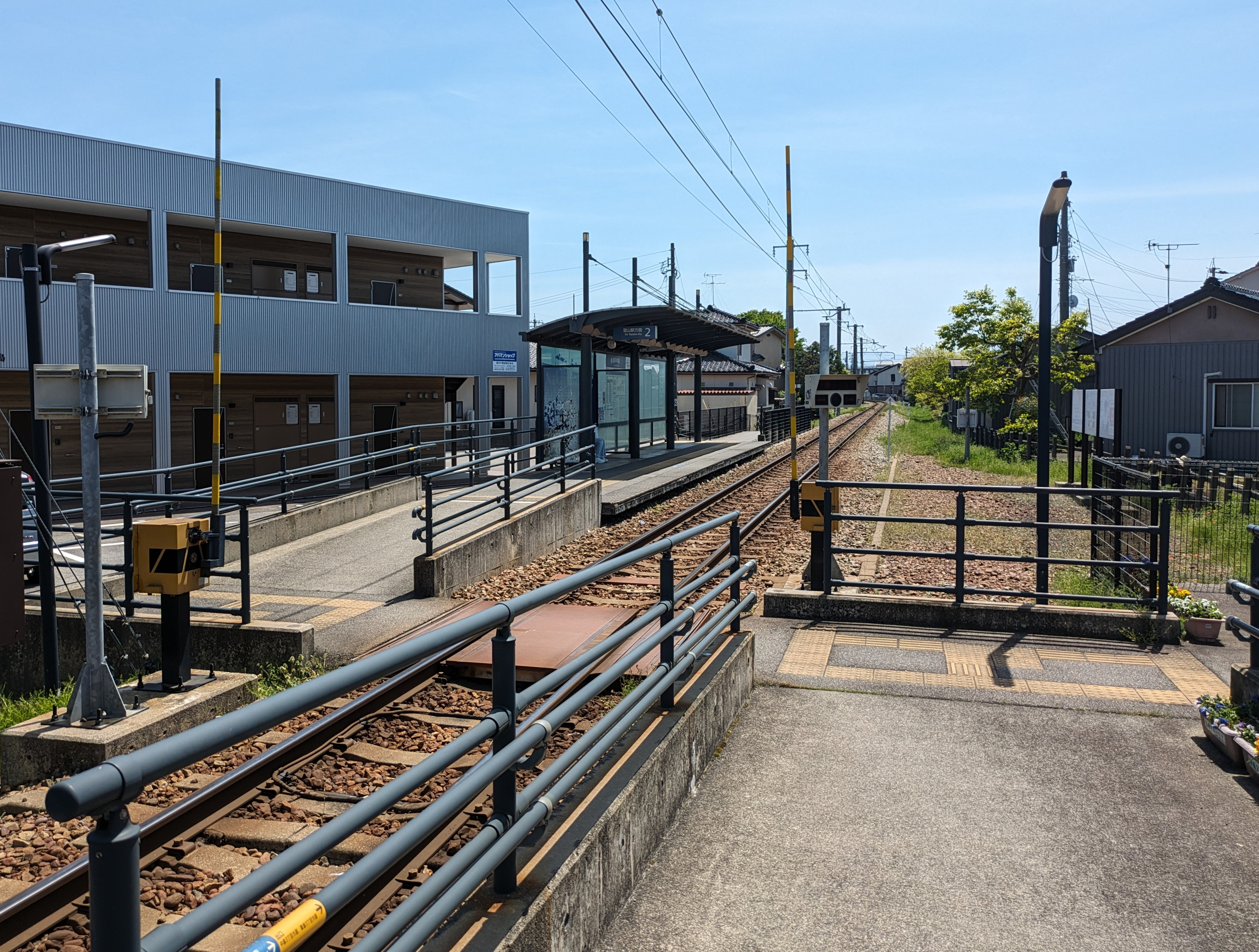
平交道（2024年4月）
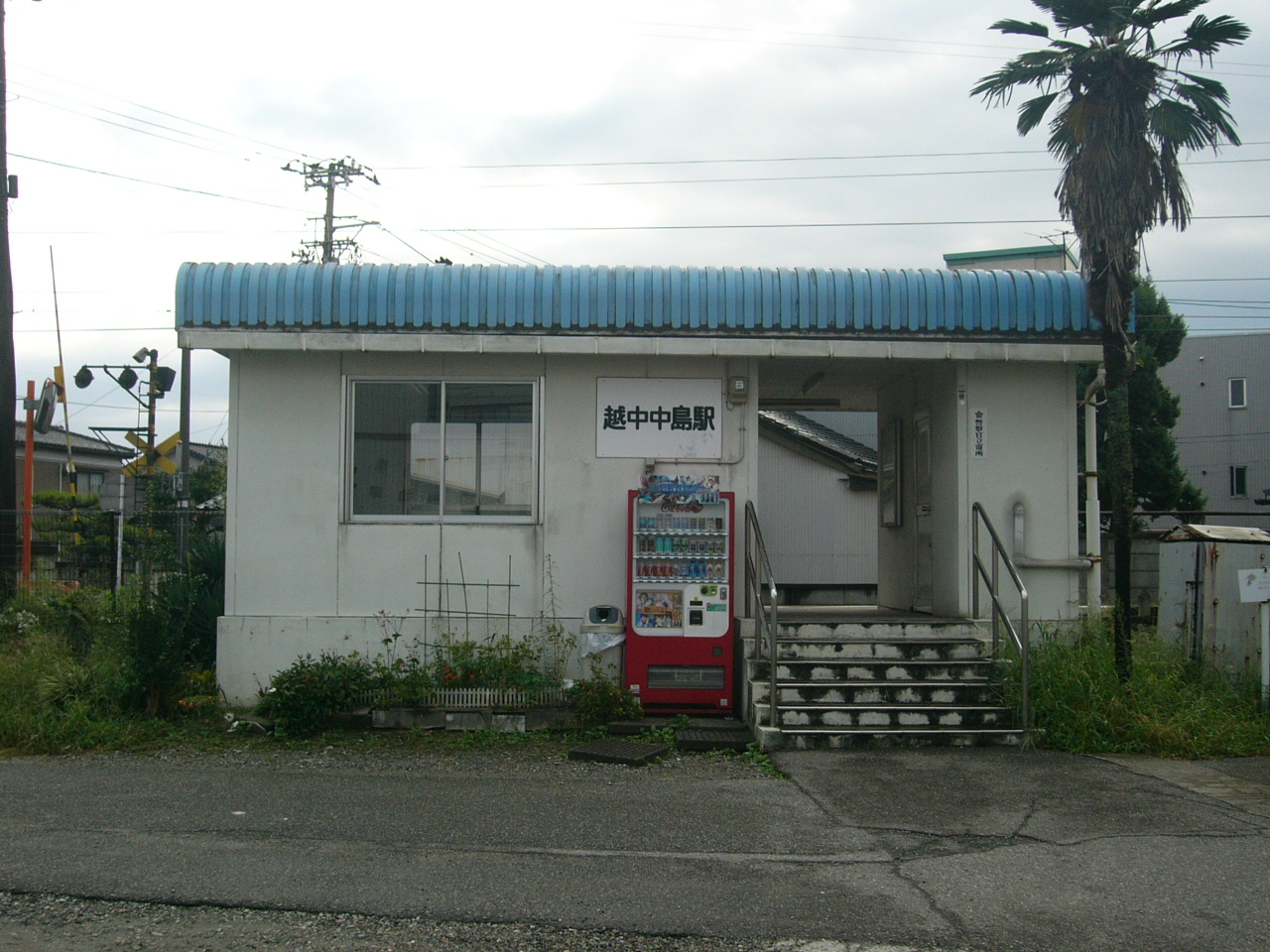
JR時代的站房（2005年10月）
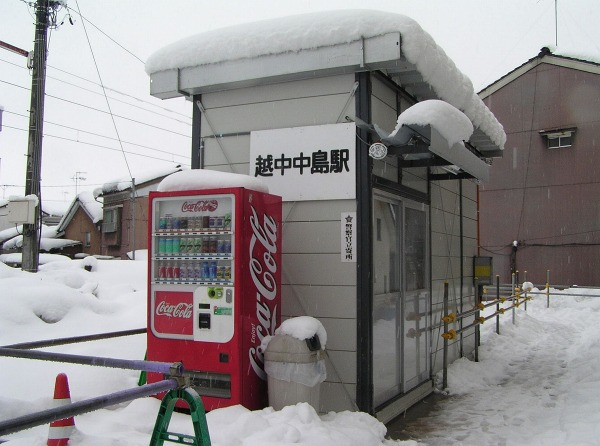
JR時代末期的臨時車站（2005年12月）

## 使用狀況
根據《富山縣統計年鑑》，以下為各年度一日平均乘車人次：
| 年度   | 1日平均 乘車人次 |
| ------ | ---------------- |
| 1997年 | 362              |
| 1998年 | 324              |
| 1999年 | 296              |
| 2000年 | 287              |
| 2001年 | 251              |
| 2002年 | 240              |
| 2003年 | 228              |
| 2004年 | 203              |
| 2005年 | 209              |

以下為近年1日平均上下車人次。
| 年度   | 1日平均 上下車人次 |
| ------ | ------------------ |
| 2013年 | 200                |
| 2014年 | 133                |
| 2015年 | 133                |
| 2016年 | 144                |
| 2017年 | 206                |
| 2018年 | 199                |

## 車站周邊
- 富山中島郵局
- 北陸銀行中島出張所
- 富山銀行（日语：富山銀行）中島分店
- 中島閘門（日语：中島閘門）

## 相鄰電車站
富山地方鐵道
■富山港線
粟島（大阪屋分店前）（C31）－越中中島（C32）－城川原（C32）

## 注腳
1. ↑  .   [2021年4月19日]. （原始内容存档于2021年3月5日） （日语）.
2. ↑  《官報》（71頁），1924年（大正13年）8月5日，內閣印刷局
3. 1 2  石野哲、《停車場変遷大事典　国鉄・JR編II》（162頁），1998年（平成10年）10月，JTB
4. ↑  「ありがとう富山港線、こんにちはポートラム」編集委員會編，《ありがとう富山港線、こんにちはポートラム》（61頁），2006年（平成18年）5月，TC出版
5. 1 2 3 4  今尾惠介監修，《日本鉄道旅行地図帳 全線・全駅・全廃線 6号》（35頁），2008年（平成20年）10月，新潮社
6. 1 2  昭和18年鉄道省告示第119号（《官報》，1943年（昭和18年）5月25日，大藏省印刷局）
7. ↑  昭和33年日本國有鐵道公示第268號（《官報》，1958年（昭和33年）7月23日，大藏省印刷局）
8. 1 2  「とやまフォト今昔 生まれ変わる住民の足 富山港線」，《北日本新聞》夕刊（6面），2003年（平成15年）9月13日，北日本新聞社
9. 1 2  「西入善など6駅を無人化 金鉄局 東岩瀬は専用線扱い」，《北日本新聞》（17面），1972年（昭和47年）5月20日，北日本新聞社
10. 1 2 3  「ふるさと散歩 東福寺野自然公園 駅の向こうに郷愁の世界」，《讀賣新聞》（28面），2008年（平成20年）10月31日，讀賣新聞社
11. ↑  . 日本経済新聞. 2020-02-21  [2020-02-22]. （原始内容存档于2020-02-22） （日语）.
12. ↑  . 日本経済新聞. 2019-10-01  [2020-02-22]. （原始内容存档于2019-10-05） （日语）.
13. ↑  川島令三編，《中部ライン 全線・全駅・全配線第7巻 富山・糸魚川・黒部エリア》（18和85頁），2010年（平成22年）10月，講談社
14. ↑  室哲雄，「日本初の本格的なLRTの導入・その成果と今後の展開――富山県富山市――」，《IATSS review》第34卷2號所收，2009年（平成21年）8月，國際交通安全學會
15. 1 2  富山市監修・富山ライトレール記録誌編集委員会編，《富山ライトレールの誕生 日本的本格的LRTによるコンパクトなまちづくり》（87頁），2007年（平成19年）9月，富山市
16. ↑  相賀徹夫，《国鉄全線各駅停車7 北陸・山陰510駅》（172頁），1984年（昭和59年）1月，小學館
17. ↑  統計年鑑 （页面存档备份，存于）（日語） - 富山縣
18. ↑  国土数値情報(駅別乗降客数データ)2011-2015年  （页面存档备份，存于）（日語） -　不同站的上落人次地圖 ，2019年9月4日參閲
19. ↑  国土数値情報　駅別乗降客数データ  （页面存档备份，存于）（日語） - 國土交通省，2020年9月15日參閲

## 外部連結
- 越中中島站 時間表PDF（日語） - 富山地方鐵道
- 越中中島站（日語） - 西日本旅客鐵道（存檔）